# René-Jean Jacquet
René-Jean Jacquet (27 de juny de 1933 – 21 de juliol de 1993) va ser un futbolista francès que juvava de porter.
Va jugar com a titular la final de la Copa d'Europa de 1956, que l'Stade de Reims va perdre contra el Madrid 4-3 a i que inauguraría una ratxa de cinc victòries consecutives dels madrilenys en aquesta competició.

## Carrera de Club
- Girondins de Bordeaux (1954)
- Stade de Reims (1955–1961)
- Lille Olympique SC (1961–1962)